# 전 이순신 초상
전 이순신 초상(傳 李舜臣 肖像)은 부산광역시 서구에 있는 조선시대 이순신의 초상이라고 전해지는 작품이다. 2010년 9월 20일 부산광역시의 문화재자료 제56호로 지정되었다.

## 개요
이 작품은 이순신의 초상이라고 전해지는 작품으로 화면 상단 향우 측에 해서체로 ‘충무공이순신상(忠武公李舜臣像)’이란 화제가 적혀 있다. 화면 바탕에 결손 부분이 다소 있으며, 채색이 일부 박락 된 상태이나 보존 상태는 대체로 양호한 편이다.
이 초상화는 화면 상단의 화제(畵題)에 의거하여 이순신의 초상화로 판단되며, 바탕의 소격상태, 화면의 인물구도 및 표현방식, 필치, 채색 상태 등을 고려할 때 조선 후기~말기에 제작된 초상화로 추정된다.
이 작품은 현재까지 남아 있는 이순신 관련 초상으로는 가장 오래된 작품이며, 공신도상도 아니고 민화도 아닌 초상을 극세화로 그리기 어려운 비단 바탕에 그리는 등 작품 자체의 수준이 매우 높을 뿐 아니라, 무인상 자체가 아주 드물고 귀하기 때문에 조선시대 무인상 연구에도 좋은 자료이다.

## 참고 자료
- 전 이순신 초상 - 국가유산청 국가유산포털